# Bagoé
Le Bagoé est une rivière d'Afrique de l'Ouest qui traverse la Côte d'Ivoire et le Mali. C'est un affluent constitutif du Bani en rive droite, donc un sous-affluent du Niger.

## Géographie
Il naît en Côte d'Ivoire, dans le nord du pays, près de la ville de Boundiali. Dans cette région, il a deux affluents, la Palée et le Niangboué. Sa longueur est de plus ou moins de 350 km. Dès sa naissance, il coule en direction du nord, et traverse bientôt la frontière malienne. Au Mali, il conserve son orientation qui le mène vers le nord, mais s'incline brusquement vers l'est dans son cours inférieur. Il conflue en rive droite du Baoulé pour donner naissance au Bani à hauteur de Nangola.

## Hydrométrie - Les débits à Pankourou
Le débit de la rivière a été observé pendant 37 ans (1956-1992) à Pankourou, localité située non loin de son confluent avec le Bani. 
À Pankourou, le débit annuel moyen ou module observé sur cette période a été de 170 m3/s pour un bassin versant de plus ou moins 33 430 km2, soit la quasi-totalité de ce dernier.
La lame d'eau écoulée dans l'ensemble du bassin atteint ainsi le chiffre de 160 millimètres par an.
Le Bagoé est un cours d'eau assez abondant, mais il est fort irrégulier et connait de longues périodes d'étiage. Ces étiages sont souvent extrêmement sévères ; ainsi le débit moyen mensuel observé en avril n'atteint que 2,4 m3/s, soit 300 fois moins que le débit moyen du mois de septembre. Sur la durée d'observation de 37 ans, le débit mensuel minimal a été de 0 m3/s (rivière complètement à sec), tandis que le débit mensuel maximal s'élevait à 1,830 m3/s.